# Zuncich Hill
Der Zuncich Hill ist ein ausladender und 1075 m hoher Hügel im westantarktischen Marie-Byrd-Land. Er ragt zwischen den Kopfenden des Siemiatkowski- und des El-Sayed-Gletschers auf.
Der United States Geological Survey kartierte ihn anhand eigener Vermessungen und Luftaufnahmen der United States Navy aus den Jahren von 1959 bis 1965. Das Advisory Committee on Antarctic Names benannte ihn 1970 nach Leutnant Joseph L. Zuncich von den Reservestreitkräften der US Navy, Navigator einer Lockheed LC-130 Hercules bei der Operation Deep Freeze des Jahres 1968.